# Atsushi Matsuura (Fußballspieler, 1982)
Atsushi Matsuura (japanisch 松浦 淳 Matsuura Atsushi; * 10. Januar 1982 in der Präfektur Hiroshima) ist ein ehemaliger japanischer Fußballspieler.

## Karriere
Matsuura erlernte das Fußballspielen in der Schulmannschaft der Hiroshima Fuchu High School und der Universitätsmannschaft der Gakugei-Universität Tokio. Seinen ersten Vertrag unterschrieb er 2004 bei den Mito HollyHock. Der Verein spielte in der zweithöchsten Liga des Landes, der J2 League. Für den Verein absolvierte er 18 Ligaspiele. Ende 2004 beendete er seine Karriere als Fußballspieler.